# Кубільяс-де-Руеда
Кубільяс-де-Руеда (ісп. Cubillas de Rueda) — муніципалітет в Іспанії, у складі автономної спільноти Кастилія-і-Леон, у провінції Леон. Населення — 501 особа (2010).
Муніципалітет розташований на відстані близько 280 км на північний захід від Мадрида, 32 км на схід від Леона.
На території муніципалітету розташовані такі населені пункти: (дані про населення за 2010 рік)
- Кубільяс-де-Руеда: 89 осіб
- Еррерос-де-Руеда: 25 осіб
- Льямас-де-Руеда: 23 особи
- Паласіос-де-Руеда: 22 особи
- Кінтанілья-де-Руеда: 49 осіб
- Саечорес-де-Руеда: 125 осіб
- Сан-Сіпріано-де-Руеда: 42 особи
- Вега-де-Монастеріо: 43 особи
- Вільяпадьєрна: 83 особи

## Демографія
Динаміка населення (INE ):